# 청치마

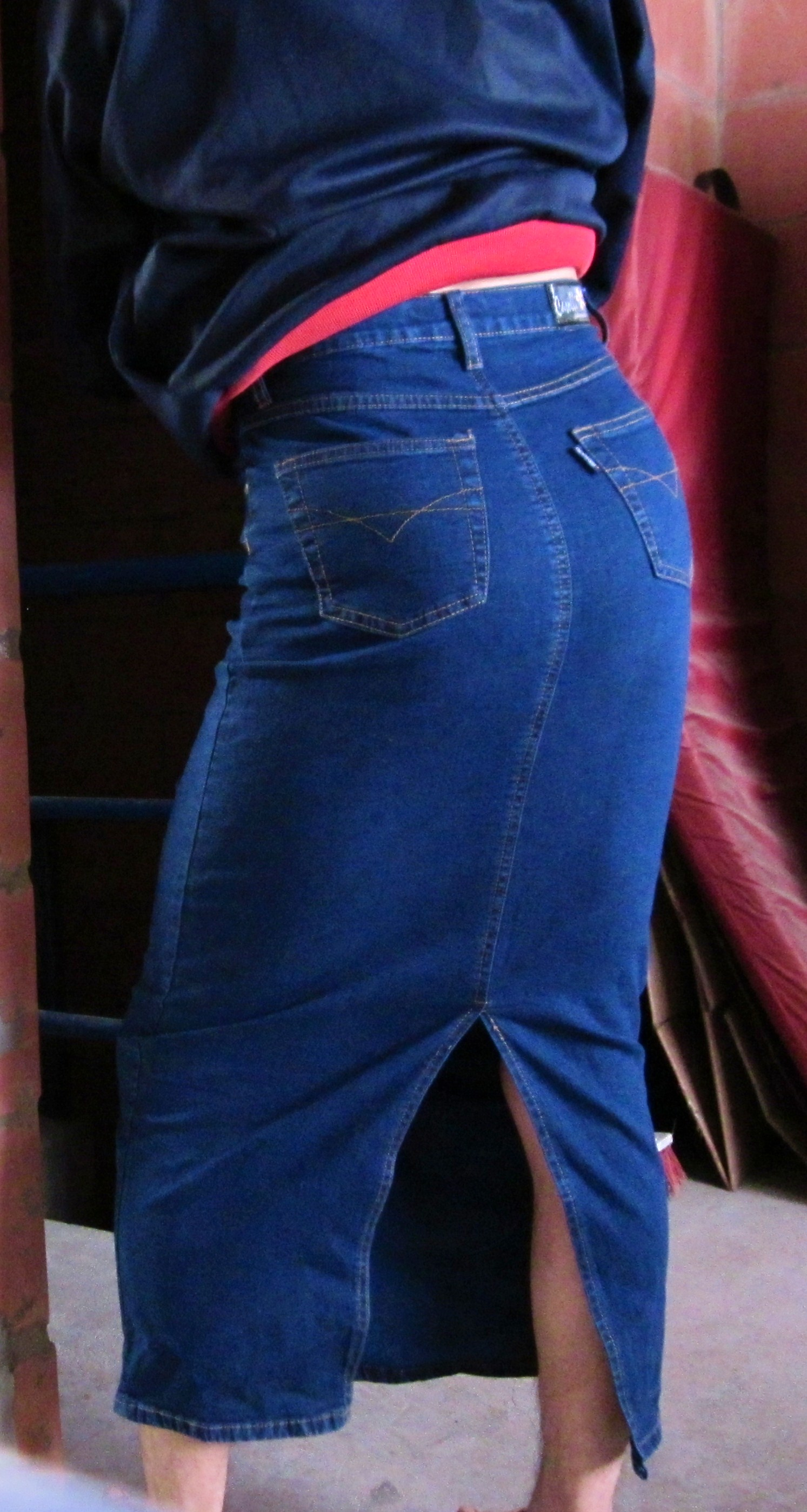
청치마를 입은 모습

청치마 혹은 데님 스커트(Denim skirt)는 청바지와 같은 소재인 데님으로 만들어진 치마이다. 진 스커트(Jean Skirt) 또는 진스 스커트(Jeans Skirt)라고도 한다.
1960년대, 히피들이 구제 청바지를 활용해 치마로 만들었다. 1970년대, 주류 패션계로 들어와 대중적인 인기를 얻기 시작했다. 1983년 경, 청 미니스커트는 청소년들의 대표적인 패션 아이템이 됐다.